# الزعفرانة (سوريا)
الزعفرانة قرية في ناحية تلبيسة التابعة لمنطقة الرستن في محافظة حمص في سورية. يعمل معظم أهلها في الزراعة وتجارة الحبوب.